# Gofukakusa-in no Shōshō no naishi
Gofukakusa-in no Shōshō no naishi (後深草院少将内侍, anche nota come Shōshō no Naishi; ... – 1265) è stata una poeta giapponese waka del periodo Kamakura.
È considerata una delle Trentasei poetesse immortali (女房三十六歌仙, Nyōbō Sanjūrokkasen).
Era la figlia dell'artista e aristocratico Fujiwara no Nobuzane e la sorella minore delle poete Ben no Naishi e Sōhekimon'in no shōshō e del pittore Fujwara no Tametsugu. Ha servito come dama di corte dell'imperatore Go-Fukakusa, da cui deriva il suo soprannome.
Insieme alla sorella Ben no naishi, faceva parte di un gruppo di poeti in stile renga le cui opere erano incluse nella collezione Tsukubashū creata intorno al 1356.
Quarantaquattro delle sue opere furono incluse in antologie di poesia imperiali.